# Loi Merlin
Pour les articles homonymes, voir Merlin (homonymie).
Lire en ligne

texte en italien

La loi du 20 février 1958, numéro 75 est une loi de la République italienne, plus connue sous le nom de loi Merlin, du nom de sa promotrice et première signataire, la sénatrice Lina Merlin. Cette loi a aboli la réglementation de la prostitution, fermé les maisons closes et introduit les délits de proxénétisme (« sfruttamento », littéralement « exploitation »), de racolage (« induzione », littéralement « induction ») et de facilitation (« favoreggiamento ») de la prostitution. 
La prostitution elle-même, volontaire et accomplie par des femmes et des hommes volontaires et non exploités, reste légale, et est considérée comme un choix individuel garanti par la constitution, car faisant partie des libertés individuelles inviolables (articles 2 et 13).
La loi Merlin est encore en vigueur de nos jours.

## Historique

### Situation antérieure

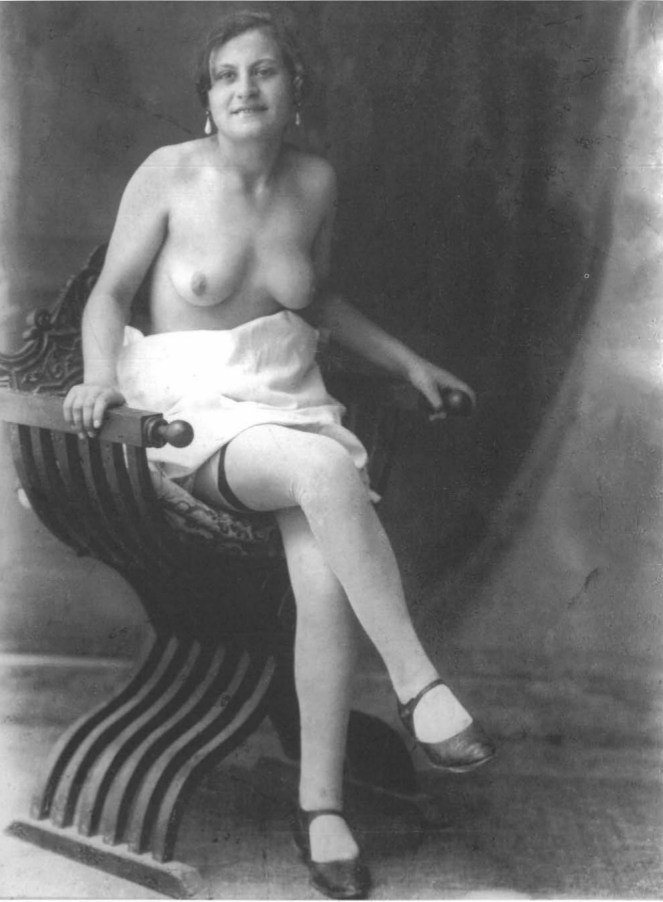
Une prostituée dans un bordel de Trévise.

La loi italienne en vigueur jusqu'en 1958 prévoyait que des contrôles sanitaires périodiques soient exécutés sur les prostituées. En réalité, les contrôles étaient sporadiques et sujets à pressions de la part des tenanciers de maisons closes, car ils ne souhaitaient pas se voir retirer la licence pour la gestion de l'activité de prostitution.
En France, les maisons de tolérance avaient été fermées en 1946 sous l'impulsion de l'activiste et ancienne prostituée Marthe Richard. La parlementaire socialiste Lina Merlin consacre la majeure partie de son activité politique à suivre cet exemple.
En 1948, il y a plus de 700 bordels actifs en Italie, avec environ 3 000 femmes enregistrées. Lina Merlin se lance cette année-là sur sollicitation d'un groupe de femmes de l'Alliance internationale des femmes en visite au parlement italien et sur suggestion d'Umberto Terracini, qui avait fait sa thèse sur la prostitution. Le projet mettra 10 ans à devenir loi, après une procédure parlementaire extrêmement longue.
Pendant ces dix années, Lina Merlin peut s'appuyer en particulier sur les principes de la Convention pour la répression de la traite des êtres humains et de l'exploitation de la prostitution d'autrui adoptée par l'Assemblée générale des Nations unies le 2 décembre 1949 dans sa résolution 317 (IV) et entrée en vigueur le 25 juin 1951, surtout lorsque l'Italie devient membre des Nations-Unies le 14 décembre 1955.
Le Parti socialiste italien de l'époque a alors l'intention, en conformité avec les résolutions des Nations-Unies, d'abolir les maisons de tolérance gérées par l'État. Déjà, le ministre de l'intérieur Mario Scelba a cessé d'octroyer des licences de police pour l'ouverture de maisons closes depuis 1948.

### Les débats

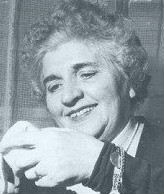
La sénatrice Lina Merlin.

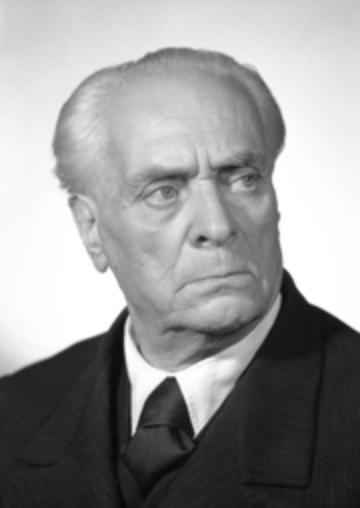
Gaetano Pieraccini, un opposant à la loi.

Le premier acte parlementaire de Lina Merlin est de déposer un projet de loi contre la vente de prestations sexuelles et la « taxe d'exercice » perçue par l'État. Lors du débat parlementaire, elle fait valoir que l'article 3 de la Constitution de la République italienne assure l'égalité de tous les citoyens face à la loi (les prostituées étaient fichées), que l'article 32 mentionne la santé comme un droit fondamental de l'individu, et que l'article 41 établit qu'on ne peut exercer une activité commerciale si elle porte atteinte à la dignité de la personne.
Certains dissidents du PSI (parti socialiste), comme le médecin Gaetano Pieraccini (it), bien que d'accord avec l'idée de l'élimination de l'exploitation, considèrent comme inextricable le phénomène de la prostitution, et veulent que la prostitution reste réglementée, même sans le système des maisons closes.  Gaetano Pieraccini affirme que repousser le phénomène dans la clandestinité peut être pire et entraîner des conséquences désastreuses pour la santé publique, voire aggraver l'exploitation. Il dit également que « Pour éviter la prostitution, nous devrions être constitués comme les animaux inférieurs, comme le corail, qui est asexué et n'a pas de système nerveux ». Toujours au PSI, Eugenio Dugoni (it) a des mots très durs avec Lina Merlin.
Benedetto Croce, du Parti libéral italien (PLI), affirme que, quel que soit le mal des maisons de tolérance, il est moindre que si elles étaient abolies : « En éliminant les maisons closes, on n'éliminerait pas le mal qu'elles représentent, mais on détruirait le bien avec lequel on contient, encercle et atténue ce mal ».
Le PLI considère en outre que la proposition de loi constitue une intrusion de l'État dans des décisions morales et de travail personnelles, ce que nient les partisans du texte, qui font valoir que la loi n'interdirait pas de prendre la décision de se prostituer, mais seulement l'exploitation.

Face à ceux qui considèrent les prostituées comme des criminelles ou des asociales, à la recherche de gain facile, Lina Merlin pointe du doigt les clients des bordels, définis comme « corrompus » : 

« Développons la conscience sexuelle du citoyen : ouvrez aux jeunes les terrains de sport pour pratiquer les sports ; multipliez les auberges de jeunesse et ouvrez les voies des monts et des mers, au lieu de laisser les jeunes remplir les ruelles de banlieue en attendant leur tour derrière la porte du lupanar. Faites qu'ils n'apprennent pas de la malice du camarade plus expert comment se crée la vie, mais faites qu'ils l'apprennent de l'enseignement scientifique, et comme est belle et sacrée la transmission de cette vie dans le frémissement des plantes et des animaux, homme compris, qui la renouvellent dans l'amour ! (…) L'aspect effréné de la vie est un symptôme de décadence. Le prolétariat est une classe qui doit aller vers l'avant, pas être en état d'ébriété, ni pour s'étourdir, ni pour se stimuler. Le contrôle de soi-même, l'auto-discipline, ce n'est pas une soumission, même en amour ! Messieurs, ceci est l’enseignement de Lénine aux jeunes de son pays, et nous aussi nous devrions l'accueillir, parce qu'il ne contredit pas nos valeurs ! (…) Les clients sont souvent des hommes corrompus, des hommes mariés et pas seulement des célibataires. Ce sont des étudiants, des ouvriers, des soldats qui sont conduits la première fois au lupanar pour satisfaire une curiosité. Ils ne resteraient certainement pas chastes sans la réglementation, mais ils ne céderaient pas non plus aux premiers stimuli de la passion alors que leur développement n'est pas encore terminé. Cela arriverait plus tard, dans un acte normal et sain »

Un autre sénateur socialiste, Gustavo Ghidini (it), parle d'inconstitutionnalité de la proposition de loi qui est selon lui contraire à l'article 32 paragraphe 1 de la  loi fondamentale, « La République a la tutelle de la santé comme droit fondamental de l'individu et comme intérêt de la collectivité », car la loi diffuserait les maladies vénériennes incontrôlées. Les deux camps se réclament donc de l'article 32, interprété en fonction de leurs positions.
Il en va de même pour l'article 41, invoqué par les deux camps : « L'initiative économique privée est libre. Elle ne peut se développer en contradiction avec l'utilité sociale ou de façon à causer du tort à la sécurité, à la liberté ou à la dignité humaine ». Selon Lina Merlin, la prostitution, même volontaire, va à l'encontre de la dignité de la femme. En face, les défenseurs du modèle en place et de la légalité de la prostitution soutiennent qu'il s'agit d'une activité économique privée et donc à laisser libre, sous condition de libre décision de la travailleuse, qui, quand elle se déroule dans la légalité et la sécurité, ne porte préjudice ni à la dignité ni à la liberté de la femme. La femme serait donc lésée si la profession de prostituée était ramenée dans l'illégalité ou hors de tout contrôle, la rendant sujette à la criminalité.
L'idée de punir les clients et les prostituées isolées prévue dans la proposition Merlin n'est pas retenue, en particulier parce que la constitution ne prévoit aucune règle contraignante contre le simple consommateur d'une activité illégale ou contre le travailleur exploité et donc victime (point prévu dans l'article 54). Quant à la professionnelle indépendante, cela entre dans le champ des choix personnels et des libertés individuelles inviolables (articles 2 et 13).
La sénatrice désire que les lois qui avaient jusque là réglementé la prostitution soient abolies, sans qu'aucun contrôle n'y soit substitué qui permette de l'exercer dans un lieu public. Le texte prévoit la constitution d'un « corps de police féminin », qui s'occuperait de la prévention et de la répression des atteintes aux bonnes mœurs, sanctionnées par la proposition de loi sous l'appellation de « libertinage », et de lutter contre la délinquance des mineurs.
La confrontation entre les partisans et les opposants de la loi a aussi lieu dans les présentoirs des librairies. Ainsi, Lina Merlin et la journaliste Carla Voltolina, femme du député socialiste et futur président de la république Sandro Pertini, publient en 1955 un livre intitulé Lettere dalle case chiuse (Lettres des maisons closes), dans lequel, à travers la prose naïve et souvent agrammaticale des lettres adressées à Lina Merlin par les victimes malchanceuses, la réalité des bordels italiens émerge dans toute sa tristesse. En face, le journaliste Indro Montanelli se bat obstinément contre la loi Merlin. En 1956, il publie un pamphlet polémique intitulé Addio, Wanda! (Adieu, Wanda !), où l'on peut lire entre autres :

« En Italie, un coup de pioche contre les maisons closes fait s'écrouler tout le bâtiment qui repose sur trois assises fondamentales : la foi catholique, la patrie et la famille. La raison en est que c'était dans ce qu'on nomme les bordels que ces trois institutions trouvaient la plus sûre garantie. »

### Le vote
Comme la loi met dix ans à faire son chemin, elle doit être représentée au début de chaque législature, et les débats recommencent tant en session qu'en commission. Quand vient le moment de voter la loi, Lina Merlin prie Pietro Nenni, à la tête du PSI, de donner l'ordre aux membres du parti de voter pour la loi, « sinon je donnerai les noms des camarades tenanciers de bordels », ce à quoi il aurait répondu « Mon Dieu, mais comment je fais pour les avertir tous ? ».
À la fin, les socialistes, les communistes, les républicains, les démocrates-chrétiens et certains sociaux-démocrates se déclarent en faveur de la loi. S'y opposent les libéraux, les radicaux, les néo-fascistes, les monarchistes, ainsi que la plupart des dissidents des partis favorables,. La loi est adoptée avec 177 voix pour et 67 voix contre.

## Les conséquences
Le 20 septembre 1958 à 0 h 01, comme premier effet de la loi, plus de 560 lupanars sont fermés sur l'ensemble du territoire italien. Un certain nombre est converti en organismes de patronage pour l'accueil et la réinsertion des ex-prostituées.
Un effet prévu et qui s'est réalisé a été de mettre les prostituées dans les rues des villes.
Les tenanciers de maisons closes se sont réunis en une organisation catégorielle nommée APCA (Associazione Proprietari Case Autorizzate, association des propriétaires de maisons autorisées).

## Le débat de société après le vote
À partir des années 1980, dans le débat politique italien, on voit de nombreuses requêtes pour l'abrogation, totale ou partielle, de la loi Merlin. Ses détracteurs affirment qu'elle ne permet pas de gérer convenablement le phénomène de la prostitution en Italie, qui de fait, est une réalité présente et constante. L'exploitation commerciale du corps d'autrui continue, non dans des maisons mais dans les rues et dans la clandestinité. Dans les années 1990, en particulier, la prostitution s'est développée en relation avec l'immigration clandestine, pour exploser dans les dernières années. De fait, la majeure partie des prostituées de rue sont étrangères. Le trafic de femmes, parfois mineures, et les gains de leur travail, sont passés sous le contrôle des mafias italienne et de leurs pays d'origine.
La loi est plusieurs fois soumise à des contrôles de constitutionnalité (controllo di legittimità costituzionale), aussi bien sur le fond que sur la forme. La première fois a lieu en 1963, et la dernière fois en 2018. Des politiciens de plusieurs bords présentent également des propositions de modification, voire de référendums abrogatifs.
Le débat international évolue aussi. La prostitution volontaire n'est plus considérée comme une activité honteuse et certaines associations de défense des Droits de l'homme se prononcent pour la décriminalisation et sont à l'écoute des instances représentant les travailleurs du sexe. Les Nations-Unies elles-mêmes ont émis quelques déclarations : en dérogation à la Convention de 1949 qui recommande la prohibition de la prostitution organisée, il peut être nécessaire d'assurer la sécurité des travailleurs du sexe volontaires. En décembre 2012, le programme conjoint des Nations-Unies sur le SIDA a publié un document concernant la prévention et le « traitement de l'infection à VIH et des autres infections sexuellement transmissibles chez les professionnels du sexe», qui recommande la dépénalisation : la prostitution volontaire de personnes adultes pourrait être tolérée et légalisée, s'il ne s'agit pas d'une traite d'esclaves (dont l'abolition est l'objectif de la Convention), mais comme un choix professionnel.